# Mapa temático

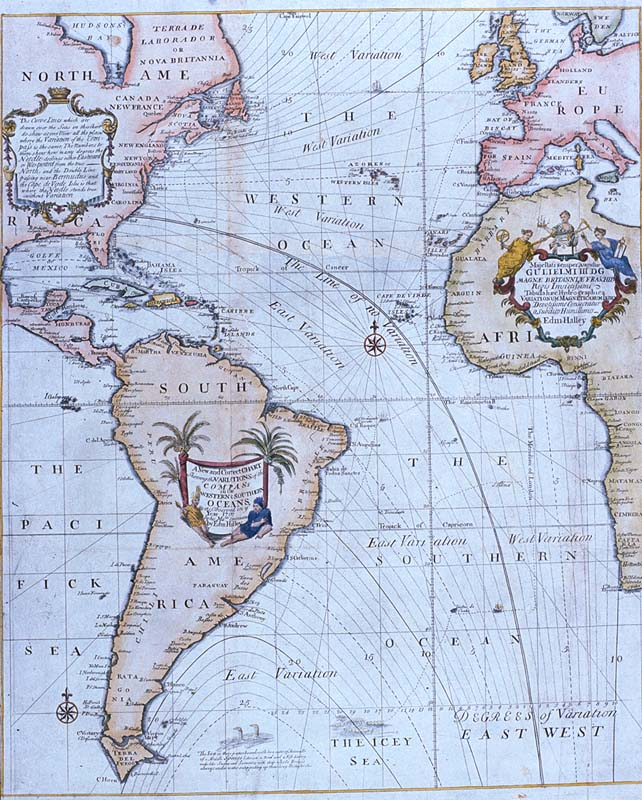
New and Correct Chart Shewing the Variations of the Compass (de Edmond Halley, 1701), el primer mapa que representaba isolíneas de declinación magnética.

Los mapas temáticos son mapas basados en mapas topográficos que representan cualquier fenómeno geográfico de la superficie terrestre.
Persiguen objetivos bien definidos. Hacen referencia a la representación de ciertas características de distribución, relación, densidad o regionalización de objetos reales (vegetación, suelos, geología, etc.), o de conceptos abstractos (indicadores de violencia, de desarrollo económico, de calidad de vida, etc.).
Para representar variables numéricas utilizan todo tipo de recursos visuales, como superficies de distintos colores o tramas (coropletas), flechas para indicar el movimiento de un fenómeno (flujos —a veces tienen un grosor proporcional a su magnitud—), el trazado de líneas que unen puntos de igual valor (isolíneas), círculos no símbolos de tamaño proporcional al valor numérico, o incluso mapas deformados para que cada unidad geográfica se represente con un tamaño proporcional a su valor numéricos (cartogramas o mapas anamórficos).